# Xing-Hu Kuo
Xing-Hu Kuo (Hin-Houw Kwee, chinesisch 郭兴虎, Pinyin Guō Xìnghǔ; * 12. Mai 1938 in Jakarta, Niederländisch-Indien, heute Indonesien; † 18. Juli 2016 in Berlin) war ein deutscher Journalist und Buchautor chinesischer Abstammung.

## Leben
Kuo Xing-Hu (Kwee Hin-Houw) kam 1938 in Jakarta als Sohn eines bekannten chinesisch-stämmigen Verlegers, Buchautors und Journalisten zur Welt. Nach dem Besuch niederländischer und indonesischer Schulen erwarb er im Jahre 1956 das Abitur.
Kuo studierte bis 1961 in Leipzig Journalistik und war bis 1965 als Lektor und freier Journalist tätig. Außerdem arbeitete er bis 1965 als Übersetzer in der chinesischen Botschaft in Ost-Berlin.
Da er öffentlich am Sozialismus zweifelte und Freunde nach West-Berlin schleuste, wurde er 1965 zu siebeneinhalb Jahren Zuchthaus verurteilt, davon verbrachte er sechs Jahre im Stasi-Gefängnis Bautzen II. In der Isolationshaft unternahm Kuo 1970 einen Selbstmordversuch.
1972 wurde er von der Bundesrepublik Deutschland freigekauft und war als politischer Redakteur im Axel Springer Verlag (Die Welt) zunächst in West-Berlin, dann ab 1979 in Stuttgart tätig. Sein besonderer Interessenschwerpunkt lag auf Nordkorea. Zu diesem stalinistisch regierten Staat veröffentlichte er mehrere Bücher.
Während seiner Zeit in Süddeutschland gründete er den, nach seiner Ehefrau benannten, Anita Tykve Verlag. Dieser spezialisierte sich auf Literatur über die DDR. Das erste Mal nach der Wende kehrte er mit seinem Verlag 1990 auf die Ersten Alternativen Buchmesse Leipzig in die noch-DDR zurück und las dort aus seinem Buch „Ein Chinese in Bautzen - 2675 Nächte im Würgegriff der Stasi“.
Im Herbst 1992 erstritt Kuo vor dem Landgericht Berlin seine Rehabilitation für die Stasi-Haft. Da er allerdings nicht nachweisen konnte, dass die SED das Verfahren direkt gesteuert habe, forderte die SED-Nachfolgererpartei PDS Kuo zur Zahlung der Anwaltskosten in Höhe von knapp 11.000 DM auf.
Mitte der 1990er-Jahre arbeitete Kuo als Presse- und Öffentlichkeitsreferent für die Gedenkbibliothek zu Ehren der Opfer des Kommunismus.
Er ging dann für einige Jahre in die Niederlande. Dort erregte seine Geschichte große Aufmerksamkeit. 2008 kehrte er nach Deutschland zurück und meldete seinen Verlag ab.
Xing-Hu Kuo lebte zuletzt in Berlin und starb am 17. oder 18. Juli 2016 (das Todesdatum wird in verschiedenen Veröffentlichungen unterschiedlich genannt). Er war verheiratet und hatte zwei Söhne. Ein Sohn starb 1991 unter ungeklärten Umständen. Seine Frau starb 2015.

## Auszeichnungen
- 1981: Journalistenpreis des Bayerischen Raiffeisenverbandes e.V. (München)[9]

## Schriften
- Freies China. Asiatisches Wirtschaftswunder., Seewald 1982, ISBN 3-512-00655-8
- Nordkorea: Ein fernöstlicher Gulag, Seewald 1983, ISBN 3-512-00681-7
- Mord im Mausoleum: Kim Il-sungs Terroristen in Rangun, Seewald 1984, ISBN 3-512-00714-7
- Wodka in Sektgläsern. Cocktail meiner liebeswürdigen Stasi-Damen, Anita Tykve Verlag 1993, ISBN 3-925-43477-1
- Allein gegen die rote Mafia. Ein Chinese kämpft gegen SED/Stasi-Seilschaften, Anita Tykve Verlag 1994, ISBN 3-925434-83-6
- Ein Chinese in Bautzen II: 2675 Nächte im Würgegriff der Stasi, Anita Tykve Verlag 1994, ISBN 3-925434-35-6